# 朗代爾鎮區 (伊利諾伊州麥克萊恩縣)
朗代爾鎮區（英語：Lawndale Township）是位於美國伊利諾伊州麥克萊恩縣的一個行政鎮區。

## 地方資料
根據2010年美國人口普查的數據，朗代爾鎮區的面積為102.90平方千米，當中陸地面積為102.90平方千米，而水域面積為0.00平方千米。當地共有人口156人，而人口密度為每平方千米1.52人。